# Розін Мойсей Бенедиктович
Мойсей Бенедиктович Розін, справжнє прізвище Месіонжник (26 вересня 1906, Житомир—23 грудня 1976, Київ) — радянський актор і театральний режисер. Заслужений артист УРСР (1946).

## З біографії
Народився в 1906 році у Житомирі. 

Могила Мойсея Розіна

Навчався 1924-1927 рр. –  студія Київського державного російського драматичного театру; театральний технікум.
У 1926—1976 роках — актор та режисер Київського театру імені Лесі Українки, зіграв 95 ролей, у тому числі у виставах : «Поворот ключа» М. Кундери (1963), «Іду на грозу» за романом Д. Граніна (1963) — академік Голіцин, «Платон Кречет» О. Корнійчука (1964) — Берест) - режисер М.І. Резнікович. 
Був також режисером-постановником, здійснив в Київському театрі ім. Лесі Українки низку вистав. 
Помер в 1976 році. Похований в Києві на Байковому кладовищі.

## Творчість

### Режисура спектаклів
- «Стряпуха» А.Софронова - (1959);

- «Останні» М.Горького -  (1960);

- «Іркутська історія» О. Арбузова  - (1960) -  спільно з М. Соколовим;

- «Втрачений син» О. Арбузова - (1961);
- «Четвертий» К. Симонова - (1961);
- «Перед вечерею» В.Розова - (1962);
- «Безсмертна ліра поета» Р. Івицького - (1964)  - спільно з М.Соколовим;
- «Шануй батька свого» В.Лаврентьєва - (1964);
- «На дикому брезі» Б.Польового - (1965) - спільно з М.Соколовим;
- «Є така партія!» І.Рачади - (1970) - спільно з А.Горбенком під керівництвом Б.Еріна;
- «Останні дні» М.Булгакова - (1974) - спільно з В.Предаєвич та Ю.Мироненком під керівництвом Б.Еріна.

### Ролі в кіно
- «Негр із Шерідана» (1933) — кореспондент комуністичної газети;
- «Вершники» 1939 — Зяма.
- «Діти сонця», фільм-спектакиль - (1956) - Єгор;
- «Як гартувалася сталь» - (1973) - священик.